# Cabrojo (Cabezón de la Sal)
Cabrojo es una localidad del municipio de Cabezón de la Sal, Cantabria (España). 
Está situado a 80 metros de altitud y su población es de 239 habitantes. Se encuentra a 5,3 kilómetros de la capital municipal.
En Cabrojo se encuentra un yacimiento prehistórico de la Edad de Bronce, con grabados en la piedra arenisca.
En el pasado, estuvo incluido dentro del término de Casar de Periedo. Periedo, con los barrios de Casar y Cabrojo, ya aparecía como una de las ocho aldeas que formaban el distrito administrativo del valle de Cabezón, dentro de la merindad de Asturias de Santillana, en el Becerro de las Behetrías de 1352.
Celebran la festividad de Las Nieves el 5 de agosto y de San Ignacio el 31 de julio.
- Datos: Q5738539